# 白百合幼稚園 (生駒市)
白百合幼稚園（しらゆりようちえん、英称：Shirayuri Kindergarten）は、奈良県生駒市西松ヶ丘にある私立幼稚園。生駒市で最初に設立された幼稚園。設置者は学校法人白百合学園で、法人の母体は 大阪府立泉尾高等女学校（現・大阪府立泉尾高等学校）の同窓会組織「白百合会」（現・白稜会）。

## 教育方針
戦前に設立された幼稚園だけに園庭も広く、定員は280人。生駒山の山麓で自然にも恵まれた環境で生駒市立生駒中学校も隣接。旧制高等女学校ゆかりの伝統的な教育を行っており、保護者からの人気が高い。名門幼稚園として入園競争率も高いが、保護者や兄弟姉妹が卒園生・通園生であれば優先的に入園でき、“白百合ファミリー”と呼ばれている。午後2時から預かり保育、お泊り保育、スクールバス、給食、課外教室などがある。幼稚園歌の作曲者は、元教諭の橘静雄。

## 沿革
- 1926年（大正15年） - 大阪府立泉尾高等女学校の第1回卒業式を挙行。同窓会「白百合会」発足。
- 1941年（昭和16年） - 泉尾高等女学校内に「大阪府泉尾臨時教員養成所」を併設。府下5臨時教員養成所のひとつで、ほかは大阪府女子師範学校、大阪府立大手前高等学校、大阪府立堺高等女学校、大阪府立寝屋川高等女学校内に設置された。
- 1941年（昭和16年）- 泉尾高等女学校創立20周年にあわせ、郊外学舎「白百合学園」設立を決定。奈良県生駒郡生駒町大字俵口（現在地）で地鎮祭が行われる。
- 1942年（昭和17年）4月28日 - 奈良県庁から「白百合幼稚園」開園の許可（通知）。5月1日に開園式（園児約70名）。
- 1944年（昭和19年）4月17日 - 幼稚園教諭育成のため、泉尾高等女学校による保育実習が行われる。6月5日以降、泉尾高女の生徒らが疎開する「移住学級」も始まる。
- 1948年（昭和23年）- 運営母体である泉尾高等女学校同窓会「白百合会」が財団法人となる。
- 1948年（昭和23年）- 学制改革に伴い、泉尾高等女学校が「大阪府立泉尾高等学校」となる。男女共学制に移行し、（旧制）大阪府立今宮中学校との間で、職員・生徒の交流を行う。
- 1952年（昭和27年）- 白百合幼稚園開園10周年。
- 1962年（昭和37年）- 開園20周年。
- 1972年（昭和47年）- 開園30周年。
- 1982年（昭和57年）- 開園40周年。
- 1984年（昭和59年）11月21日  - 奈良県庁から「学校法人白百合学園」認可。
- 1992年（平成4年） - 開園50周年、記念式典を開く。
- 2002年（平成14年）- 開園60周年。
- 2012年（平成24年）- 開園70周年。

## 著名な出身者

### 政治
- 中村哲治 - 参議院議員。元衆議院議員